# Inga platyptera
Inga platyptera é uma espécie vegetal da família Fabaceae.
Apenas pode ser encontrada no Brasil.